# Ricaud, Aude
Ricaud là một xã của Pháp, nằm ở tỉnh Aude trong vùng Occitanie.
Người dân địa phương trong tiếng Pháp gọi là Ricaudois.
Xã này thuộc vùng đô thị Castelnaudary.

## Hành chính
| Danh sách các xã trưởng                |           |               |      |         |
| Giai đoạn                              | Giai đoạn | Tên           | Đảng | Tư cách |
| 2001                                   | 2014      | Nicole Martin |      |         |
|                                        | 2001      | André Bondouy |      |         |
| Tất cả các dữ liệu trước đây không rõ. |           |               |      |         |

## Thông tin nhân khẩu
| 1793 | 1800 | 1806 | 1821 | 1831 | 1836 | 1841 | 1846 | 1851 |
| ---- | ---- | ---- | ---- | ---- | ---- | ---- | ---- | ---- |
| 388  | 421  | 449  | 530  | 571  | 555  | 603  | 606  | 396  |

| 1856 | 1861 | 1866 | 1872 | 1876 | 1881 | 1886 | 1891 | 1896 |
| ---- | ---- | ---- | ---- | ---- | ---- | ---- | ---- | ---- |
| 556  | 535  | 492  | 506  | 423  | 449  | 431  | 396  | 253  |

| 1901 | 1906 | 1911 | 1921 | 1926 | 1931 | 1936 | 1946 | 1954 |
| ---- | ---- | ---- | ---- | ---- | ---- | ---- | ---- | ---- |
| 338  | 347  | 322  | 311  | 297  | 267  | 257  | 273  | 253  |

| 1962                                         | 1968 | 1975 | 1982 | 1990 | 1999 | 2006 | - | - |
| -------------------------------------------- | ---- | ---- | ---- | ---- | ---- | ---- | - | - |
| 204                                          | 185  | 150  | 187  | 245  | 242  | 271  | - | - |
| Số liệu kể từ 1962 : dân số không tính trùng |      |      |      |      |      |      |   |   |

Graphique de l'évolution de la population 1794-1999